# Henri Louvrex
Henri François Théodore Louvrex (Luik, 4 december 1781 - 3 september 1867) was een Belgisch edelman.

## Geschiedenis
Een voorvader Louvrex was Mathias-Guillaume Louvrex (Luik, 1665-1734), bekend als een voorname jurist en canonist binnen het prinsbisdom Luik. Hij was een zoon van de jurist Louis Louvrex en van Anne Corselius. In 1702 werd hij burgemeester van Luik. In 1713 vertegenwoordigde hij het prinsbisdom bij de ondertekening van de Vrede van Utrecht. Hij gaf verschillende geleerde en in zijn tijd gewaardeerde studies uit.

## Levensloop
- Henri Louvrex of de Louvrex was een zoon van advocaat Jean-Théodore Louvrex, raadsheer van de prins-bisschop van Luik, en van Marie-Hubertine de Grady. Hij trouwde in 1812 in Luik met Marie-Charlotte de Goreux (1774-1846), dochter van Henri de Goreux, advocaat en raadsheer van de prins-bisschop, en van Marie-Thérèse de Hoyoux. Hij werd in 1844 opgenomen in de erfelijke adel.
  - Henri Lambert Joseph de Louvrex (1813-1858) trouwde in 1847 in Stavelot met Hubertine Massange (1826-1890).
    - Berthe de Louvrex (1849-1891) trouwde in 1869 in Stavelot met Dieudonné Massange (1836-1904), burgemeester van Baillonville.
    - Fanny de Louvrex (1850-1935) trouwde in Baillonville in 1872 met Ferdinand Massange (1831-1901), voorzitter van de Maatschappij voor Hofbouwkunde van Luik.

Met de dood van Fanny de Louvrex doofde de adellijke familie Louvrex uit.